# Francesco Balilla Pratella
Pour les articles homonymes, voir Balilla.
Francesco Balilla Pratella (né le 1er février 1880 à Lugo di Romagna, dans la province de Ravenne, en Émilie-Romagne  - mort le 17 mai 1955 à Ravenne) était un compositeur et musicologue italien de la première moitié du XXe siècle.

## Biographie
Francesco Balilla Pratella fit ses études au conservatoire de Pesaro où il fut élève de Pietro Mascagni.  En 1911 il signa le manifeste du futurisme. Il composa des œuvres modernistes pour chant et orchestre, ainsi que de la musique de chambre. Il est cependant davantage connu pour son travail d'inventorisation du patrimoine musical traditionnel de la Romagne, sa région natale.
Il est le destinataire de L'Art des bruits, un manifeste rédigé par son ami Luigi Russolo en 1913 et considéré comme le texte fondateur de la musique futuriste et du bruitisme.